# Lobetans
Els lobetans (en llatí Lobetani, en grec antic Λωβητανοί) eren un poble del nord-est de la Tarraconense, a l'oest del País Valencià o a l'est d'Aragó. Vivien al sud-est dels celtibers (dins els quals s'inclouen normalment) i al nord dels bastetans. La seva ciutat principal, segons Claudi Ptolemeu era Lobetum (Λώβητον), que podria correspondre a Requena o potser a Albarrasí.